# Projection Eckert IV

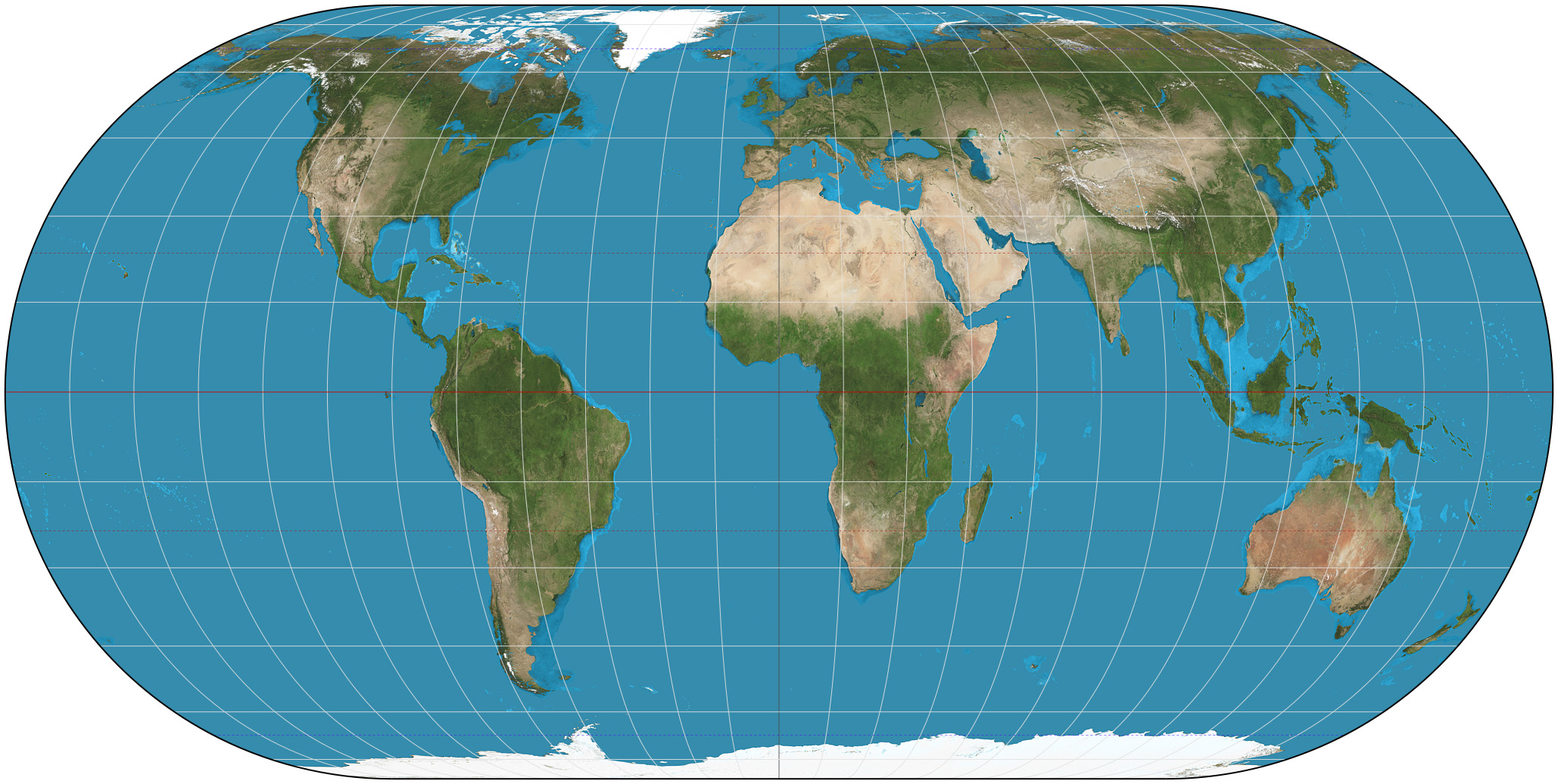
Projection Eckert IV du globe

Projection Eckert IV avec les indicatrices de déformation de Tissot.

La projection Eckert IV est une projection du globe pseudo cylindrique de surface égale présenté par Max Eckert en 1906. La longueur de la ligne polaire est la moitié de celle de l'équateur, et les lignes de longitude sont des portions d'ellipses.
C'est la projection utilisée dans l'émission Le Dessous des cartes d'Arte.

## Formules

### Formules directes
Étant donnés le rayon de la sphère R, le méridien central λ₀ et un point de latitude {\displaystyle \varphi } et longitude λ, les coordonnées planes x et y peuvent être calculées en utilisant les formules suivantes :
{\displaystyle x={\frac {2}{\sqrt {4\pi +\pi ^{2}}}}R\,(\lambda -\lambda _{0})(1+\cos \theta )\approx 0.4222382\,R\,(\lambda -\lambda _{0})(1+\cos \theta )},
{\displaystyle y=2{\sqrt {\frac {\pi }{4+\pi }}}R\sin \theta \approx 1.3265004\,R\sin \theta },
où {\displaystyle \theta } se calcule à partir de l'équation: {\displaystyle \theta +\sin \theta \cos \theta +2\sin \theta =\left(2+{\frac {\pi }{2}}\right)\sin \varphi }.
θ peut être calculé numériquement en utilisant la méthode de Newton.

### Formules inverses
{\displaystyle \theta =\arcsin \left[y{\frac {\sqrt {4+\pi }}{2{\sqrt {\pi }}R}}\right]\approx \arcsin \left[{\frac {y}{1.3265004\,R}}\right]}
{\displaystyle \varphi =\arcsin \left[{\frac {\theta +\sin \theta \cos \theta +2\sin \theta }{2+{\frac {\pi }{2}}}}\right]}
{\displaystyle \lambda =\lambda _{0}+x{\frac {\sqrt {4\pi +\pi ^{2}}}{2R(1+\cos \theta )}}\approx \lambda _{0}+{\frac {x}{0.4222382\,R\,(1+\cos \theta )}}}